# Decimation
A Decimation, vagyis Megtizedelés a 2005-ös Marvel Comics cselekmény címe, ami a House of M utáni eseményekkel foglalkozik. A Marvel Univerzum mutánsainak életét felforgató napot- a képregény szerint november másodikát M-Day néven is emlegetik. 
Több forráson keresztül is megerősítették, hogy körülbelül 198 mutáns maradt meg az emlékezetes nap után. A szám inkább szimbolikus, mint tényleges, mivel a The 198 Files volt a neve a legelső visszaigazolt adatokat tartalmazó képzelt aktának, amit a Marvel világában eljuttattak Valerie Cooper helyettes igazgatóhoz. Lásd X-Men: The 198.

## Kritika
A Marvel szerint a drasztikus lépésre azért volt szükség mert 40 év elteltével a mutáns szereplők száma túllépte a kezelhetőség határát.
Joe Quesada-t a Marvel aktuális főszerkesztőjét a legtöbb bírálat a rajongóktól a következetlenség miatt érte, amivel azon mutánsok névsorát állították össze, akik megtartották a képességeiket. A Generation M- mini sorozatban számos karaktert megfosztottak extra adottságaiktól, ellenben a fizikai mutációjukat, amennyiben a külsejük nem volt teljesen emberi- nem érte változás. Ugyanígy érintetlen maradt az eseményektől Namor, akit a Marvel első mutánsaként írtak le és a Great Lakes Avengers csoport, akik nem kötődtek szorosan az X-Men kiadványokhoz.

## Következmények és tartós hatások
- Kábel felélesztette Apokalipszist, hogy a közös fenyegetés összetartásra kényszerítse a megmaradt mutánsokat. Apokalipszis a lovasává változtatta Naptüzet, Gambitet, Polarist és Gazer-t.
- Dr. Kavita Rao munkája tönkremegy mivel nincs több mutáns amit vizsgálhatna és minden eddig levett DNS minta elporlott az M-Day alkalmával.
- Egyetlen új mutáns sem jön a világra ezután. Ez a tény vezet a Endangered Species eseményeihez, majd később a Messiah Complex-hez.